# Traci Lords
Traci Lords, nascuda com a Nora Louise Kuzma (Steubenville, Ohio, 7 de maig de 1968) és una actriu estatunidenca de cinema pornogràfic, que fou famosa per realitzar gairebé la totalitat de la seva carrera essent menor d'edat. Això generà un dels escàndols judicials més grans de la història del cinema pornogràfic. Té ascendència ucraïnesa i irlandesa.

## Primeres passes
Traci Lords s'inicià al món de la indústria pornogràfica tot presentant documents falsos als productors. Degut a la seva bellesa, Traci no trigà massa a passar d'ésser actriu secundària a una estrella. Durant els anys de la febre del vídeo, Traci protagonitzà desenes de pel·lícules porno, juntament amb actrius com Ginger Lynn, o actors com John Stagliano i Paul Thomas. Tot i que no treballà més que un parell d'anys en la producció de pel·lícules de sexe explícit, la seva filmografia és més que abundant.

## Escàndol i nou inici
El 1986, quan Traci feia divuit anys i assolia la majoria d'edat, la premsa revelà que havia actuat davant les càmeres en pel·lícules porno tot essent menor d'edat. Tot seguit les autoritats iniciaren una investigació que culminà amb molts productors empresonats i amb gairebé totes les pel·lícules protagonitzades per Traci essent retirades del mercat. En el moment de l'escàndol, ella es trobava a França filmant el que seria el seu últim film pornogràfic: Traci I Love You. Aquesta cinta és l'única pel·lícula pornogràfica que es pot comprar legalment als Estats Units, la qual cosa reportà grans guanys a Lords atès que ella n'era també propietària dels drets de distribució.
Després d'enregistrar Traci I Love You, Lords fou contractada pel famós director i productor de cinema exploitation Roger Corman. Corman va propondre a Lords un paper protagonista al remake de la pel·lícula Not of this Earth. Traci accedí atès que això era el que ella estava esperant aconseguir: sortir del circuit pornogràfic, tot i que posà objeccions a la inclusió d'escenes on havia de sortir nua, sens dubte perquè li recordaven massa l'etapa que volia deixar enrere.

## Del Cinema Classe B als papers secundaris en grans produccions
Durant la resta dels vuitanta i part dels noranta Traci aconseguí diversos papers protagonistes en thrillers i pel·lícules de terror, tots independents i de baix pressupost. Però gràcies al conegut i controvertit director John Waters, Lords també aconseguiria fer cap en produccions de grans estudis, gairebé sempre interpretant rols secundaris.
Avui dia Traci ha aparegut en pel·lícules de gran pressupost com Cry-Baby (de l'esmentat John Waters) juntament amb Johnny Depp, Serial Mom (juntament amb Kathleen Turner), el thriller futurista Virtuosity juntament amb Denzel Washington i Russell Crowe i més recentment a Blade, èxit de taquilla amb Wesley Snipes, tot interpretant un personatge nascut als còmics Marvel.

## Actualitat
Paral·lelament a una carrera com a cantant de música pop-techno, Lords ha continuat treballant al cinema. Als últims anys Lords ha aparegut a produccions independents i a diversos films fets per a la televisió o per al circuit de distribució dels videoclubs.

## Filmografia
| - Frostbite (2005) - Naomi Bucks pp - Chump Change (2004) - Sam - Black Mask 2: City of Masks (2002) - Chameleon - You're Killing Me... (2001) - Laura Engles - Certain Guys (2000) - Kathleen - Epicenter (2000) - Amanda Foster - Extramarital (1999) - Elizabeth - Me and Will (1999) - Waitress - Stir (1998) - Kelly Bekins - Blade (1998) - Racquel - Boogie Boy (1998) - Shonda - Nowhere (1997) - Valley Chick #1 - Underworld (1997) - Anna - Diners bruts (1996) - Wendy Monroe - Virtuosity (1995) - Media Zone Singer - Ice (1993) - Ellen - Una assassina molt especial (Serial Mom) (1994) - Carl's Date - Plughead Rewired: Circuitry Man II (1994) - Norma - Laser Moon (1992) - Barbara Fleck - The Nutt House (1992) - Miss Tress - Raw Nerve (1991) - Gina Clayton - A Time to Die (1991) - Jackie - Cry-Baby (1990) - Wanda Woodward - Shock 'Em Dead (1991) - Lindsay Roberts - Fast Food (1989) - Dixie Love - Not of This Earth (1988) - Nadine - Gilmore Girls (2003) - Natalie Zimmermann - Deathlands (2003) - Lady Rachel Cawdor - They Shoot Divas, Don't They? (2002) - Mira - First Wave (2000-01) - Jordan Radcliffe - D.R.E.A.M. Team (1999) - Lena Brant - Profiler (1997-1998) - Sharon Lesher - Dead Man's Island (1996) - Miranda Prescott - As Good as Dead (1995) - Nicole Grace - Melrose Place (1995) - Rikki - Dragstrip Girl (1994) - Blanche - Bandit: Bandit's Silver Angel (1994) - Angel Austin - The Tommyknockers (1993) - Nancy Voss - Murder in High Places (1991) - Diane - Ground Ambtrol II: Operation Exodus (2004) - Dr. Alice McNeil - Four Horsemen of the Apocalypse (2004) - Pestilence - Defender (2002) - Commander Kyoto | - Adult 45 (1985) - Adventures of Tracy Dick: The Case of the Missing Stiff (1985) - Another Roll in the Hay (1985) - Aroused (1985) - Bad Girls III (1984) - Black Throat (1985), escenes retallades - Breaking It (1984) - Country Girl (1985) - Diamond Collection 69 (1985) - Diamond Collection 73 (1985) - Dirty Pictures (1985) - Dream Lover (1985) - Educating Mandy (1985) - Electric Blue 20 (1985) - Electric Blue 21 (1985) - Electric Blue 28 (1985), escenes retallades - Erotic Gold (1985) - Erotic Zones Vol. 1 (1985) - Future Voyeur (1985) - The Grafenberg Spot (1985) - Harlequin Affair (1985) - Holly Does Hollywood (1985) - Hollywood Heartbreakers (1985) - Huge Bras 3 (1985) - It's My Body (1985) - Jean Genie (1985) - Just Another Pretty Face (1985) - Ladies in Lace (1985) - Love Bites (1985) - Lust in the Fast Lane (1984) - Miss Passion (1984) - New Wave Hookers (1985) - The Night of Loving Dangerously (1984) - Passion Pit (1985) - Peek a Boo Gang (1985) - Perfect Fit (1985) - Porn in the USA (1985) - Portrait of Lust (1985) - The Sex Goddess (1984) - Sex Shoot (1985) - Sex Waves (1985) - Sexy Shorts (1984), segment "Gimme Gimme Good Lovin'" - Sister Dearest (1985) - Sizzling Suburbia (1985) - Talk Dirty to Me, Part III (1984) - Tailhouse Rock (1985) - Those Young Girls (1984) - Traci, I Love You (1987) - Traci Takes Tokyo (1986) - Tracy in Heaven (1985), escenes retallades - Tracy Lords (1984) - Two-Timing Traci (1985) - We Love to Tease (1985) - What Gets Me Hot! (1984) |